# Такуми Минамино
Такуми Минамино (јап. 南野 拓実; 16. јануар 1995) јапански је фудбалер који игра за Ливерпул.

## Каријера
Каријеру је почео у домаћем клубу Серезо Осака, а 2014. године је прешао у Ред бул Салцбург где је одиграо успешне четири сезоне.
Од децембра 2019. до јануара 2020. године реализован је његов трансфер у Ливерпул. Дебитовао је у ФА купу против Евертона.

## Репрезентација
За репрезентацију Јапана дебитовао је 2015. године против Ирана.

## Статистика каријере

### Репрезентативна
| Репрезентација | Година | Наступи | Голови |
| -------------- | ------ | ------- | ------ |
| Јапан          | 2015   | 2       | 0      |
| Јапан          | 2018   | 5       | 4      |
| Јапан          | 2019   | 15      | 7      |
| Јапан          | 2020   | 4       | 1      |
| Јапан          | 2021   | 9       | 4      |
| Укупно         | Укупно | 35      | 16     |